# 奈卜克
奈卜克是敘利亞的城鎮，由大馬士革省負責管轄，位於該國西南部，距離首都大馬士革81公里，海拔高度1,255米，受地中海氣候影響，2014年人口90,000。

## 外部連結
- Al Nabk.net
- Al Nabk.com（页面存档备份，存于）
- 4nabk.com

34°01′N 36°43′E / 34.017°N 36.717°E